# Mac OS X 10.0
Apple va llançar Mac OS X v10.0 (Cheetah) el 24 de març de 2001, que estaba lloat per la seva estabilitat i característiques tot i que estava en una fase tan primerenca del seu desenvolupament. Malgrat això, també se li va criticar per massa lent, i molts (comprès Steve Jobs) el consideraven com simplement una molt bona versió beta.

## Històric de versions
| Versió Mac OS X | build | data publicació     | notes                                                                                         |
| --------------- | ----- | ------------------- | --------------------------------------------------------------------------------------------- |
| 10.0            | 4K78  | 24 de març del 2001 | retail                                                                                        |
| 10.0.1          | 4L13  | 14 d'abril del 2001 |                                                                                               |
| 10.0.2          | 4P12  | 1 de maig del 2001  |                                                                                               |
| 10.0.3          | 4P13  | 9 de maig del 2001  | Apple: 10.0.3 Update and Before You Install Information Arxivat 2002-08-05 a Wayback Machine. |
| 10.0.4          | 4Q12  | 21 de juny del 2001 | Apple: 10.0.4 Update and Before You Install Information Arxivat 2003-02-03 a Wayback Machine. |